# PE-060
PE-060 é uma rodovia brasileira do estado de Pernambuco. Tem seu início a partir da entrada da antiga BR-101, próximo ao Centro do Cabo de Santo Agostinho, no bairro da Cohab, município do Cabo de Santo Agostinho. E seu fim em São José da Coroa Grande, perto da divisa de Pernambuco e Alagoas. Sua extensão é de aproximadamente 86,80 km e integra a região de desenvolvimento Metropolitana/Mata Sul. A rodovia ainda se conecta a outras importantes estradas estaduais, como a PE-028, PE-052, PE-038, PE-051, PE-061, PE-076, PE-096.
A rodovia corta os seguintes municípios:
- Cabo de Santo Agostinho
- Ipojuca
- Sirinhaém
- Rio Formoso
- Tamandaré
- Barreiros
- São José da Coroa Grande